# Coriaria pottsiana
Coriaria pottsiana är en tvåhjärtbladig växtart som beskrevs av Walter Reginald Brook Oliver. Coriaria pottsiana ingår i släktet Coriaria, och familjen Coriariaceae. Inga underarter finns listade i Catalogue of Life.